# Tana Qirqos
Tana Qirqos (alternativamente escrito Tana Kirkos, también llamada Tana Chirqos o Tana Chirkos) es una isla en la parte oriental del lago Tana, en Etiopía, cerca de la boca el río Gumara, con una latitud y longitud de  11°51′49″N 37°29′27″E / 11.86361, 37.49083. Es considerada una isla sagrada por los locales, y sólo los monjes de la Iglesia de Etiopía viven allí. 
Los monjes sostienen que la isla fue una vez el lugar de descanso del Arca de la Alianza. Según la tradición, el Arca fue colocada allí por el emperador Ezana, primer soberano etíope converso al cristianismo, y se mantuvo en la isla hasta que fue transportada a la Iglesia de Santa María de Sion en Aksum.
Graham Hancock ha especulado que el Arca fue llevada desde Elefantina por la guarnición judía destacada en la isla, alrededor del siglo V a. C., sin embargo no hay ninguna leyenda o tradición que apoye esta idea y los especialistas la consideran infundada.